# Morti il 10 luglio

## II secolo(2)
- 138 - Adriano, imperatore romano (n. 76)
- 165 - Alessandro di Roma, santo romano

## III secolo(1)
- 251 - Anatolia, romana

## VII secolo(1)
- 649 - Tai Zong, imperatore cinese (n. 598)

## VIII secolo(1)
- 772 - Amalberga di Temse, monaca cristiana belga

## IX secolo(1)
- 831 - Zubayda bint Ja'far, principessa (n. 766)

## X secolo(3)
- 981 - Ghalib ibn Abd al-Rahman, militare
- 983 - Papa Benedetto VII, papa e vescovo italiano
- 994 - Leopoldo I di Babenberg, nobile tedesco (n. 940)

## XI secolo(2)
- 1093 - Ulrico di Zell, monaco cristiano e abate tedesco (n. 1029)
- 1099 - El Cid, condottiero e cavaliere medievale spagnolo

## XII secolo(3)
- 1103 - Eric I di Danimarca, re danese (n. 1055)
- 1137 - Pain fitzJohn, nobile britannico
- 1200 - Pistore, vescovo cattolico italiano

## XIII secolo(4)
- 1226 - Al-Zahir, califfo (n. 1175)
- 1234 - Fra Pacifico, francescano e poeta italiano
- 1241 - Bernardo di Quintavalle, religioso italiano
- 1290 - Ladislao IV d'Ungheria, sovrano ungherese (n. 1262)

## XIV secolo(4)
- 1325 - Leone Lambertenghi, vescovo cattolico italiano
- 1357 - Folchino Schizzi, politico e diplomatico italiano
- 1390 - Marco Frisoni, ingegnere italiano
- 1390 - Tommaso Orsini, cardinale italiano

## XV secolo(7)
- 1448 - Stefano da Carrara, arcivescovo cattolico italiano
- 1453 - Çandarlı Halil Pascià II, politico ottomano
- 1460 - Thomas Percy, I barone di Egremont, militare inglese (n. 1422)
- 1460 - Humphrey Stafford, I duca di Buckingham, militare inglese (n. 1402)
- 1460 - John Talbot, II conte di Shrewsbury, militare inglese (n. 1417)
- 1461 - Tommaso di Bosnia, bosniaco
- 1480 - Renato d'Angiò, sovrano francese (n. 1409)

## XVI secolo(16)
- 1507 - Paolo da Novi, doge (n. 1440)
- 1510 - Caterina Corner, sovrana (n. 1454)
- 1524 - Biagio Caropipe, vescovo cattolico italiano (n. 1462)
- 1538 - Hafize Sultan, principessa ottomana
- 1557 - Giovanni Battista Ramusio, diplomatico, geografo e umanista italiano (n. 1485)
- 1559 - Enrico II di Francia, re francese (n. 1519)
- 1561 - Rüstem Pascià, generale e politico ottomano
- 1564 - Egidio Falcetta, vescovo cattolico italiano
- 1576 - Leonora Álvarez de Toledo, nobildonna spagnola (n. 1553)
- 1584 - Guglielmo I d'Orange, militare olandese (n. 1533)
- 1584 - Francis Throckmorton, nobile inglese (n. 1554)
- 1585 - Giorgio di Armagnac, cardinale e arcivescovo cattolico francese (n. 1501)
- 1587 - Shimazu Iehisa, militare giapponese (n. 1547)
- 1590 - Carlo II d'Austria, nobile (n. 1540)
- 1591 - Anna d'Assia, nobile (n. 1529)
- 1596 - Alessandro Alberti, pittore italiano (n. 1551)

## XVII secolo(23)
- 1601 - Damat İbrahim Pascià, politico e militare ottomano (n. 1517)
- 1608 - Anastasio De Filiis, astronomo italiano (n. 1577)
- 1613 - Giulio Cesare Martinengo, compositore italiano
- 1621 - Karel Bonaventura Buquoy, generale tedesco (n. 1571)
- 1627 - Giovanni Battista Ferrero, arcivescovo cattolico italiano
- 1631 - Costanza d'Asburgo, regina (n. 1588)
- 1631 - Wratislaw I von Fürstenberg, militare ceco (n. 1584)
- 1632 - Enrico I di Savoia-Nemours, nobile francese (n. 1572)
- 1653 - Gabriel Naudé, scrittore e bibliotecario francese (n. 1600)
- 1654 - İslâm III Giray (n. 1604)
- 1657 - Alessandro Antelminelli, nobile, avventuriero e diplomatico italiano (n. 1572)
- 1662 - Pierre de Saint-Joseph, filosofo, teologo e religioso francese (n. 1594)
- 1662 - Jan Jansz van de Velde, pittore e incisore olandese (n. 1620)
- 1665 - Jacob Hustaert, politico olandese (n. 1619)
- 1675 - Bertholet Flemalle, pittore belga (n. 1614)
- 1680 - Louis Moréri, storico francese (n. 1643)
- 1683 - François Eudes de Mézeray, storico francese (n. 1610)
- 1686 - Ercole Ferrata, scultore italiano (n. 1610)
- 1690 - Domenico Gabrielli, compositore e violoncellista italiano (n. 1650)
- 1691 - Giacinto Platania, pittore, decoratore e ingegnere italiano (n. 1612)
- 1692 - Heinrich Bach, musicista tedesco (n. 1615)
- 1697 - Domenico Falce, pittore italiano (n. 1619)
- 1699 - Pio Torelli di Adriano, nobile italiano

## XVIII secolo(13)
- 1707 - Cristina Giuliana di Baden-Durlach, nobildonna tedesca (n. 1678)
- 1733 - Sibilla di Sassonia-Lauenburg, principessa sassone (n. 1675)
- 1737 - Giuseppe Casaregi, giurista e magistrato italiano (n. 1670)
- 1741 - Conrad Zellweger, politico svizzero (n. 1664)
- 1762 - Johann Adam Steinmetz, teologo tedesco (n. 1689)
- 1767 - Giovanni Federico di Schwarzburg-Rudolstadt, principe tedesco (n. 1721)
- 1767 - Alexander Monro, medico britannico (n. 1697)
- 1778 - Heinrich von Manteuffel, generale prussiano (n. 1696)
- 1783 - Adam František Kollár, storico, etnologo e bibliotecario slovacco (n. 1718)
- 1785 - Giovanni Anastasio Pozzobon, poeta e tipografo italiano (n. 1713)
- 1789 - Francisco Preciado de la Vega, pittore spagnolo (n. 1712)
- 1790 - Peter Jonas Bergius, botanico svedese (n. 1730)
- 1794 - Gaspard de Bernard de Marigny, generale francese (n. 1754)

## XIX secolo(57)
- 1802 - Robert Thew, incisore inglese (n. 1758)
- 1804 - Marianne von Dalberg, contessa tedesca (n. 1745)
- 1805 - Livio Odescalchi, II principe Odescalchi, nobile italiano (n. 1725)
- 1806 - George Stubbs, pittore britannico (n. 1724)
- 1812 - Carl Ludwig Willdenow, botanico, farmacista e micologo tedesco (n. 1765)
- 1814 - Camillo Marcolini-Ferretti, nobile italiano (n. 1739)
- 1817 - Hugh Percy, II duca di Northumberland, generale britannico (n. 1742)
- 1819 - Benjamin Duvivier, medaglista e disegnatore francese (n. 1730)
- 1820 - William Wyatt Bibb, politico statunitense (n. 1781)
- 1821 - Francisco Ramírez, militare argentino (n. 1786)
- 1825 - Johann Ignaz Ludwig Fischer, basso tedesco (n. 1745)
- 1828 - Louis-Augustin Bosc d'Antic, naturalista e agronomo francese (n. 1759)
- 1831 - Tamatoa III, re
- 1833 - George Agar-Ellis, I barone Dover, politico e scrittore irlandese (n. 1797)
- 1837 - Francesco Ognibene, pittore e incisore italiano (n. 1785)
- 1838 - Giulio Foscolo, militare italiano (n. 1787)
- 1838 - George Osborne, VI duca di Leeds, politico inglese (n. 1775)
- 1839 - Fernando Sor, chitarrista e compositore spagnolo (n. 1778)
- 1840 - Carlo Paolo Marchesi, ingegnere e disegnatore italiano (n. 1800)
- 1843 - Josef Kalasanz von Erberg, storiografo, scrittore e botanico sloveno (n. 1771)
- 1845 - Jean-François Cordellier, generale francese (n. 1767)
- 1845 - Christian Frederik Hansen, architetto danese (n. 1756)
- 1848 - Karoline Jagemann, cantante e attrice teatrale tedesca (n. 1777)
- 1849 - Ramond de la Croisette, drammaturgo francese (n. 1796)
- 1849 - Aleksandra Aleksandrovna Romanova, nobile russa (n. 1842)
- 1851 - Louis Daguerre, artista, chimico e fisico francese (n. 1787)
- 1853 - Lattanzio Querena, pittore italiano (n. 1768)
- 1858 - Giuseppe Francesco di Dietrichstein, nobile austriaco (n. 1798)
- 1858 - Auguste de Montferrand, architetto francese (n. 1786)
- 1863 - Mariano Stabile, patriota e politico italiano (n. 1806)
- 1865 - Maurice Blanc, politico francese (n. 1804)
- 1865 - Minna Herzlieb, editrice tedesca (n. 1789)
- 1868 - Carlo Conti, compositore italiano (n. 1796)
- 1868 - Heinrich Wilhelm von Pabst, agricoltore e funzionario tedesco (n. 1798)
- 1872 - Filippo Bonacci, magistrato e politico italiano (n. 1809)
- 1874 - Giuseppe Levi, poeta, traduttore e pedagogo italiano (n. 1814)
- 1876 - Giovanni Martinez, filantropo italiano (n. 1793)
- 1878 - Paolo Solaroli di Briona, generale, avventuriero e nobile italiano (n. 1796)
- 1881 - Jacobo FitzJames Stuart, XV duca d'Alba, nobile, diplomatico e generale spagnolo (n. 1821)
- 1881 - Gaspard François Frédéric Le Breton, militare francese (n. 1820)
- 1881 - Georg Hermann Nicolai, architetto e docente tedesco (n. 1812)
- 1881 - Rajendra Bikram Shah, re nepalese (n. 1813)
- 1882 - Domingos José Gonçalves de Magalhães, diplomatico, medico e poeta brasiliano (n. 1811)
- 1883 - Antonio Boncompagni Ludovisi, politico italiano (n. 1808)
- 1884 - Teodoro Buffoli, patriota, avvocato e politico italiano (n. 1830)
- 1884 - Henri Delmotte, drammaturgo e giornalista belga (n. 1822)
- 1884 - Karl Richard Lepsius, egittologo, geologo e archeologo tedesco (n. 1810)
- 1884 - Paul Morphy, scacchista statunitense (n. 1837)
- 1887 - Adolfo Matarelli, disegnatore e litografo italiano (n. 1832)
- 1888 - Manuel Minuesa de Lacasa, tipografo e editore spagnolo (n. 1816)
- 1889 - Julia Tyler, first lady statunitense (n. 1820)
- 1890 - Heinrich Hansen, pittore danese (n. 1821)
- 1895 - Marie Caroline Miolan-Carvalho, soprano francese (n. 1827)
- 1896 - Joseph-Christian-Ernest Bourret, cardinale e vescovo cattolico francese (n. 1827)
- 1897 - Marie-Clotilde-Inès Moitessier, nobildonna francese (n. 1821)
- 1899 - Wilhelmina Bonde, nobildonna svedese (n. 1817)
- 1900 - Giovanni Falconi, medico e anatomista italiano (n. 1817)

## XX secolo(227)
- 1901 - Emmerik Acton, militare italiano (n. 1834)
- 1902 - Julius von Ficker, giurista, storico e diplomatista tedesco (n. 1826)
- 1902 - Lőrinc Schlauch, cardinale e vescovo cattolico ungherese (n. 1824)
- 1902 - Federica di Schleswig-Holstein-Sonderburg-Glücksburg, duchessa (n. 1811)
- 1903 - Paul Joseph Jamin, pittore francese (n. 1853)
- 1905 - Georges Nagelmackers, imprenditore belga (n. 1845)
- 1906 - Belisario Gioja, pittore italiano (n. 1829)
- 1907 - Pasquale Baiocchi, patriota italiano (n. 1847)
- 1908 - Hermann Karsten, botanico e biologo tedesco (n. 1817)
- 1908 - Elisabetta Sibilla di Sassonia-Weimar-Eisenach, principessa tedesca (n. 1854)
- 1910 - Johann Gottfried Galle, astronomo tedesco (n. 1812)
- 1912 - Adolf Deucher, politico svizzero (n. 1831)
- 1912 - Nicola Guerrazzi, patriota e militare italiano (n. 1836)
- 1912 - Nikolaj Grigor'evič Stoletov, generale russo (n. 1834)
- 1913 - Mikoláš Aleš, pittore ceco (n. 1852)
- 1913 - Pietro Carmine, politico italiano (n. 1841)
- 1915 - Marie de Castellane, nobildonna francese (n. 1840)
- 1915 - Hendrik Willem Mesdag, pittore olandese (n. 1831)
- 1915 - Vazha-Pshavela, poeta, giornalista e scrittore georgiano (n. 1861)
- 1915 - Otto Thiel, calciatore tedesco (n. 1891)
- 1916 - Enrico Garau, carabiniere italiano (n. 1895)
- 1916 - Raffaele Giua, carabiniere italiano (n. 1893)
- 1918 - Vasilij Aleksandrovič Dolgorukov, militare e principe russo (n. 1868)
- 1918 - Henri Rieunier, militare e politico francese (n. 1833)
- 1918 - György Sztantics, marciatore ungherese (n. 1878)
- 1918 - Gustave Vié, vescovo cattolico francese (n. 1849)
- 1919 - Edward Abeles, attore statunitense (n. 1869)
- 1919 - Abraham Jacobi, medico tedesco (n. 1830)
- 1919 - Jean Navarre, militare e aviatore francese (n. 1895)
- 1919 - Hugo Riemann, musicologo, critico musicale e insegnante tedesco (n. 1849)
- 1919 - Percy Stow, regista inglese (n. 1876)
- 1920 - John Fisher, I barone Fisher, ammiraglio inglese (n. 1841)
- 1921 - William Craven, IV conte di Craven, nobile e politico inglese (n. 1868)
- 1922 - Guido Jacobacci, ingegnere italiano (n. 1864)
- 1922 - Paul Lancrenon, generale e fotografo francese (n. 1857)
- 1923 - Federico Bettoni, politico italiano (n. 1865)
- 1923 - Giuseppe Giusti Sinopoli, drammaturgo italiano (n. 1866)
- 1923 - Andrés Manjón, presbitero, educatore e giurista spagnolo (n. 1846)
- 1925 - Giacomo Boni, archeologo e architetto italiano (n. 1859)
- 1925 - Giovanni Domenico Mayer, ingegnere italiano (n. 1868)
- 1927 - Louise Abbéma, pittrice francese (n. 1853)
- 1928 - Paul Clemens von Baumgarten, medico tedesco (n. 1848)
- 1928 - Martinius Nielsen, attore teatrale e regista danese (n. 1859)
- 1929 - Ève Lavallière, attrice e religiosa francese (n. 1866)
- 1931 - William Horatio Bates, medico statunitense (n. 1860)
- 1931 - Louise McKinney, politica canadese (n. 1868)
- 1933 - Olof August Danielsson, filologo classico, linguista e etruscologo svedese (n. 1852)
- 1933 - Joseph Urban, architetto, scenografo e designer austriaco (n. 1872)
- 1934 - Erich Mühsam, anarchico, poeta e attivista tedesco (n. 1878)
- 1936 - Abraham Berge, politico norvegese (n. 1851)
- 1936 - Giuseppe Gaudenzi, politico italiano (n. 1872)
- 1936 - Diego Giannini, cantante italiano (n. 1868)
- 1936 - Eliza Osgood Vanderbilt, filantropa statunitense (n. 1860)
- 1936 - Salvatore Pincherle, matematico italiano (n. 1853)
- 1936 - Rafael de Nogales Méndez, militare, avventuriero e scrittore venezuelano (n. 1879)
- 1937 - Attilio Brugnoli, pianista italiano (n. 1880)
- 1938 - Alberto Gasco, critico musicale, compositore e scrittore italiano (n. 1879)
- 1940 - Pietro Frugoni, generale italiano (n. 1851)
- 1940 - Arthur Holmes Howell, zoologo statunitense (n. 1872)
- 1941 - Anandyn Amar, politico mongolo (n. 1886)
- 1941 - Andrij Bandera, presbitero e politico ucraino (n. 1882)
- 1941 - Jelly Roll Morton, pianista e compositore statunitense (n. 1890)
- 1941 - Pietro Loro Piana, ingegnere e imprenditore italiano (n. 1883)
- 1942 - Franz Blei, saggista, drammaturgo e traduttore austriaco (n. 1871)
- 1942 - Charles Willy Kayser, attore e regista tedesco (n. 1881)
- 1942 - George Macdonogh, militare britannico (n. 1865)
- 1943 - Luigi Ignazio Adorno, militare italiano (n. 1917)
- 1943 - Vincenzo Barone, militare italiano (n. 1916)
- 1943 - Giuseppe Ferrari, calciatore italiano (n. 1913)
- 1943 - Guido Nobili, ufficiale e aviatore italiano (n. 1908)
- 1943 - Frank Schlesinger, astronomo statunitense (n. 1871)
- 1943 - Guido Signorelli, militare italiano (n. 1920)
- 1944 - Yeshwant Ghadge, militare indiano (n. 1921)
- 1944 - Hanuš Hachenburg, poeta ceco (n. 1929)
- 1944 - Edward Joseph Hanna, arcivescovo cattolico statunitense (n. 1860)
- 1944 - Bruno Neri, calciatore e partigiano italiano (n. 1910)
- 1944 - Lucien Pissarro, pittore e incisore francese (n. 1863)
- 1944 - Yoshitsugu Saitō, generale giapponese (n. 1890)
- 1945 - Guido Buffarini Guidi, politico italiano (n. 1895)
- 1947 - Corrado Padovani, pittore e storico dell'arte italiano (n. 1886)
- 1949 - Giuseppe Fuschini, politico italiano (n. 1883)
- 1951 - Ethel Shannon, attrice statunitense (n. 1898)
- 1951 - Enrique Zanni, dirigente sportivo argentino
- 1952 - Rued Langgaard, compositore e organista danese (n. 1893)
- 1952 - Giuseppe Marcone, abate italiano (n. 1882)
- 1955 - Frank Hamer, statunitense (n. 1884)
- 1955 - Jerry Hoyt, pilota automobilistico statunitense (n. 1929)
- 1955 - Ragnar Olson, cavaliere svedese (n. 1880)
- 1955 - Pio Pullini, pittore, decoratore e illustratore italiano (n. 1887)
- 1955 - Étienne Oehmichen, ingegnere francese (n. 1884)
- 1956 - Dante Argentieri, politico italiano (n. 1885)
- 1956 - Vittorio Calvino, giornalista, commediografo e sceneggiatore italiano (n. 1909)
- 1956 - Dante De Blasi, immunologo, batteriologo e igienista italiano (n. 1873)
- 1956 - Antonio Discovolo, pittore italiano (n. 1874)
- 1956 - Carlo Nenci, politico italiano (n. 1881)
- 1956 - Siro Riccioni, militare italiano (n. 1920)
- 1957 - Teresa Battaggi, ballerina e coreografa italiana (n. 1890)
- 1957 - Ernesto Chaparro, calciatore cileno (n. 1901)
- 1957 - Walter Jakobsson, pattinatore artistico su ghiaccio finlandese (n. 1882)
- 1958 - Franz Bardon, esoterista ceco (n. 1909)
- 1958 - Robert Earl Hughes, attore statunitense (n. 1926)
- 1958 - Giulio Ingianni, militare e politico italiano (n. 1876)
- 1958 - Jerome Storm, attore, regista e sceneggiatore statunitense (n. 1890)
- 1959 - Raffaele Cafiero, giornalista, politico e armatore italiano (n. 1891)
- 1959 - Marcel Nguyễn Tân Văn, religioso vietnamita (n. 1928)
- 1960 - Arthur Wontner, attore britannico (n. 1875)
- 1961 - Dagny Servaes, attrice tedesca (n. 1894)
- 1961 - Alberto Talegalli, attore, sceneggiatore e conduttore radiofonico italiano (n. 1913)
- 1963 - William C. Hayes, egittologo statunitense (n. 1903)
- 1963 - John Sutton, attore britannico (n. 1908)
- 1964 - Alphonse Dain, grecista, paleografo e filologo classico francese (n. 1896)
- 1964 - Joe Gaetjens, calciatore haitiano (n. 1924)
- 1965 - Jacques Audiberti, scrittore, drammaturgo e poeta francese (n. 1899)
- 1965 - Neely Edwards, attore statunitense (n. 1883)
- 1965 - Giuseppe Villaroel, poeta, giornalista e scrittore italiano (n. 1889)
- 1965 - Leslie Wormald, canottiere britannico (n. 1890)
- 1966 - Malvina Hoffman, scultrice statunitense (n. 1885)
- 1967 - Albertine Sarrazin, scrittrice e poetessa francese (n. 1937)
- 1968 - Wart Arslan, storico dell'arte italiano (n. 1899)
- 1968 - Vladimir Solov'ёv, attore sovietico (n. 1909)
- 1968 - Georgij Michajlovič Stabovoj, regista cinematografico ucraino (n. 1894)
- 1969 - Alfredo Mordini, partigiano italiano (n. 1902)
- 1969 - Friedrich Morton, naturalista, botanico e speleologo austriaco (n. 1890)
- 1969 - João de Souza Mendes, scacchista brasiliano (n. 1892)
- 1969 - Albert Ströck, calciatore ungherese (n. 1903)
- 1970 - Bjarni Benediktsson, politico islandese (n. 1908)
- 1970 - Félix Gaillard, politico francese (n. 1919)
- 1970 - Vincenzo Giacotto, dirigente sportivo italiano (n. 1923)
- 1970 - Robert Gould Shaw III, socialite statunitense (n. 1898)
- 1970 - Thomas Bahnson Stanley, politico statunitense (n. 1890)
- 1971 - Ahmed Bahnini, politico marocchino (n. 1909)
- 1971 - Charles Heine, calciatore francese (n. 1920)
- 1972 - Frank Gailey, nuotatore statunitense (n. 1882)
- 1972 - Harmon Jones, regista e montatore canadese (n. 1911)
- 1972 - Gejus van der Meulen, calciatore olandese (n. 1903)
- 1973 - Scott R. Beal, attore e regista statunitense (n. 1890)
- 1973 - Karl Loewenstein, filosofo e politologo tedesco (n. 1891)
- 1974 - Tommy Glidden, calciatore inglese (n. 1902)
- 1974 - João Jurado, calciatore portoghese (n. 1906)
- 1975 - Marcel Katz, calciatore svizzero (n. 1896)
- 1975 - Achille Van Acker, politico belga (n. 1898)
- 1976 - Bill Gormlie, allenatore di calcio e calciatore inglese (n. 1911)
- 1976 - Vittorio Occorsio, magistrato italiano (n. 1929)
- 1976 - Alberto Rosselli, architetto e designer italiano (n. 1921)
- 1976 - Pietro Trespidi, progettista e imprenditore italiano (n. 1897)
- 1977 - Ugo Guidi, scultore italiano (n. 1912)
- 1977 - Şükrü Gülesin, dirigente sportivo, giornalista e calciatore turco (n. 1922)
- 1977 - Gitt Magrini, costumista italiana (n. 1914)
- 1978 - Marcos Croce, calciatore argentino (n. 1894)
- 1978 - Joe Davis, giocatore di snooker inglese (n. 1901)
- 1978 - Alfonso Paso, drammaturgo, direttore artistico e attore spagnolo (n. 1926)
- 1979 - Arthur Fiedler, direttore d'orchestra statunitense (n. 1894)
- 1980 - Carlo Cotti, pittore e restauratore svizzero (n. 1903)
- 1980 - Komako Kimura, attrice, danzatrice e editrice giapponese (n. 1887)
- 1980 - Joseph Krumgold, scrittore e sceneggiatore statunitense (n. 1908)
- 1980 - Grigorij Novak, sollevatore sovietico (n. 1919)
- 1980 - Alfredo Sivocci, ciclista su strada e dirigente sportivo italiano (n. 1891)
- 1981 - Abraham Calazacón, politico ecuadoriano (n. 1909)
- 1981 - Giorgio De Lullo, attore e regista teatrale italiano (n. 1921)
- 1981 - Giuseppe Tosi, discobolo e attore italiano (n. 1916)
- 1982 - Jackson do Pandeiro, cantante e percussionista brasiliano (n. 1919)
- 1982 - Karl Hein, martellista tedesco (n. 1908)
- 1982 - Suzanne Jannin, medico e aviatrice francese (n. 1912)
- 1982 - Gwilym Meirion Jenkins, statistico britannico (n. 1932)
- 1982 - Maria Jeritza, soprano ceca (n. 1887)
- 1982 - Marius Schneider, musicologo tedesco (n. 1903)
- 1982 - Gustav Heinrich Ralph von Koenigswald, paleontologo e geologo tedesco (n. 1902)
- 1983 - Mona von Bismarck, socialite e filantropa statunitense (n. 1897)
- 1983 - Ugo Calà, scacchista italiano (n. 1904)
- 1983 - Bruna Castagna, mezzosoprano italiano (n. 1905)
- 1983 - Werner Egk, compositore tedesco (n. 1901)
- 1983 - Wolfgang Lukschy, attore e doppiatore tedesco (n. 1905)
- 1984 - Bruno Saetti, pittore e incisore italiano (n. 1902)
- 1985 - Fernando Pereira, fotografo portoghese (n. 1950)
- 1985 - Zenon Stefaniuk, pugile polacco (n. 1930)
- 1986 - Rafael Gil, regista e sceneggiatore spagnolo (n. 1913)
- 1986 - Lê Duẩn, politico e rivoluzionario vietnamita (n. 1907)
- 1986 - Nicola VI di Alessandria, vescovo ortodosso ottomano (n. 1915)
- 1987 - John Hammond, produttore discografico, musicista e critico musicale statunitense (n. 1910)
- 1987 - Marcel Vanco, calciatore francese (n. 1895)
- 1988 - Alf Ackerman, allenatore di calcio e calciatore sudafricano (n. 1929)
- 1988 - Erik Husted, hockeista su prato danese (n. 1900)
- 1988 - Danuta Iwanow, cestista polacca (n. 1936)
- 1988 - Enrique Lihn, poeta cileno (n. 1929)
- 1989 - Mel Blanc, doppiatore, attore e comico statunitense (n. 1908)
- 1989 - Jean-Michel Charlier, fumettista belga (n. 1924)
- 1989 - Giuseppe Viel, politico italiano (n. 1921)
- 1990 - Giovanni Buttafava, critico cinematografico, saggista e traduttore italiano (n. 1939)
- 1990 - Antonio Castellaccio, politico italiano (n. 1925)
- 1990 - Giacomo Pozzi Bellini, fotografo italiano (n. 1907)
- 1990 - Sergej Ignat'evič Rudenko, generale e politico sovietico (n. 1904)
- 1991 - René Arpin-Pont, sciatore alpino francese (n. 1954)
- 1991 - Aase Bye, attrice norvegese (n. 1904)
- 1991 - Antonio Cordopatri, nobile italiano
- 1991 - Gerome Ragni, musicista e compositore statunitense (n. 1935)
- 1992 - Ioan Bogdan, calciatore e allenatore di calcio rumeno (n. 1915)
- 1992 - Małgorzata Kozera, cestista polacca (n. 1961)
- 1992 - Antonio Trinetti, fantino italiano (n. 1936)
- 1993 - Teodor Anioła, calciatore polacco (n. 1925)
- 1993 - Alfred Hamerlinck, ciclista su strada, pistard e ciclocrossista belga (n. 1905)
- 1993 - Masuji Ibuse, scrittore giapponese (n. 1898)
- 1993 - Ivan Maček, politico jugoslavo (n. 1908)
- 1994 - Mario Celso, inventore italiano (n. 1917)
- 1994 - Gino Sartor, partigiano e politico italiano (n. 1922)
- 1994 - Earl Strom, arbitro di pallacanestro statunitense (n. 1927)
- 1995 - Attilio Boccazzi Varotto, fotografo, scrittore e traduttore italiano (n. 1936)
- 1996 - Antonio Annaloro, tenore italiano (n. 1920)
- 1996 - Eno Raud, scrittore estone (n. 1928)
- 1996 - Edilio Rusconi, editore, giornalista e scrittore italiano (n. 1916)
- 1997 - Ivor Allchurch, calciatore gallese (n. 1929)
- 1997 - Mario Dolcher, matematico italiano (n. 1920)
- 1998 - Luis Alonso Schökel, gesuita spagnolo (n. 1920)
- 1998 - Lonnie Eggleston, cestista statunitense (n. 1918)
- 1998 - Erminio Pennacchini, politico, giurista e editore italiano (n. 1920)
- 1998 - Elijah Pitts, giocatore di football americano e allenatore di football americano statunitense (n. 1938)
- 1999 - Mihai Cioroianu, alpinista rumeno (n. 1967)
- 1999 - Paul Coltelloni, pilota di rally francese (n. 1917)
- 1999 - Walter Evans, ingegnere statunitense (n. 1920)
- 1999 - Elmar Grin, scrittore e poeta russo (n. 1909)
- 2000 - Gertrud Arndt, fotografa e designer tedesca (n. 1903)
- 2000 - Federico Garofalo, pianista e compositore italiano (n. 1924)
- 2000 - Conrad McRae, cestista statunitense (n. 1971)
- 2000 - Bill Munson, giocatore di football americano statunitense (n. 1941)
- 2000 - Hugo Natteri, calciatore peruviano (n. 1934)
- 2000 - Ignazio Nigrelli, storico, saggista e ambientalista italiano (n. 1926)
- 2000 - Justin Pierce, attore e skater britannico (n. 1975)
- 2000 - Giovanni Pisanu, vescovo cattolico italiano (n. 1921)

## XXI secolo(112)
- 2001 - Guido Almansi, anglista, scrittore e traduttore italiano (n. 1931)
- 2001 - Giulio Gerardi, fondista italiano (n. 1912)
- 2001 - Albano Seguri, scultore, pittore e incisore italiano (n. 1913)
- 2002 - Ferruccio De Lorenzo, politico e medico italiano (n. 1904)
- 2002 - Albertin Disseaux, ciclista su strada belga (n. 1914)
- 2002 - Kirk Kilgour, pallavolista e allenatore di pallavolo statunitense (n. 1947)
- 2002 - Walter McCrone, chimico statunitense (n. 1916)
- 2003 - Winston Graham, scrittore inglese (n. 1908)
- 2003 - Zahra Kazemi, giornalista e fotografa iraniana (n. 1948)
- 2003 - John Purdell, produttore discografico e musicista statunitense (n. 1959)
- 2003 - Hartley Shawcross, magistrato e nobile britannico (n. 1902)
- 2003 - Manuel Vasques, calciatore portoghese (n. 1926)
- 2004 - Inge Meysel, attrice tedesca (n. 1910)
- 2004 - Tullio Oss Emer, pittore, illustratore e scenografo italiano (n. 1922)
- 2004 - Maria de Lourdes Pintasilgo, politica portoghese (n. 1930)
- 2005 - Richard Eastham, attore statunitense (n. 1916)
- 2005 - Maurice-Bernard Endrèbe, scrittore, traduttore e autore televisivo francese (n. 1918)
- 2005 - Lorenzo Massarotto, alpinista italiano (n. 1950)
- 2005 - Alessandro Von Mayer, allenatore di calcio e calciatore italiano (n. 1923)
- 2006 - Šamil' Salmanovič Basaev, generale e politico russo (n. 1965)
- 2006 - Fred Wander, scrittore austriaco (n. 1917)
- 2007 - Mireya Rodríguez, schermitrice cubana (n. 1936)
- 2007 - Cirano Snidero, calciatore italiano (n. 1928)
- 2008 - Aurelio Scagnellato, calciatore e dirigente sportivo italiano (n. 1930)
- 2008 - Ahmad Suradji, serial killer indonesiano (n. 1949)
- 2008 - Nubia Villacís, cestista ecuadoriana (n. 1944)
- 2009 - John Caldwell, pugile britannico (n. 1938)
- 2009 - Alda Croce, saggista e ambientalista italiana (n. 1918)
- 2009 - Edward Downes, direttore d'orchestra inglese (n. 1924)
- 2009 - Zena Marshall, attrice britannica (n. 1926)
- 2009 - Jurij Šljapin, pallanuotista sovietico (n. 1932)
- 2010 - Aldo Sambrell, attore e regista spagnolo (n. 1931)
- 2010 - Silvano Trevisani, calciatore italiano (n. 1919)
- 2011 - Pierette Alarie, soprano canadese (n. 1921)
- 2011 - Ragnar Lundberg, astista e ostacolista svedese (n. 1924)
- 2011 - Frank Mascara, politico statunitense (n. 1930)
- 2011 - Amedeo Montemaggi, storico, saggista e giornalista italiano (n. 1923)
- 2011 - Zdzisława Pabjańczyk, cestista polacca (n. 1944)
- 2011 - Roland Petit, coreografo e ballerino francese (n. 1924)
- 2011 - Rubino Romeo Salmonì, scrittore e superstite dell'Olocausto italiano (n. 1920)
- 2011 - Ferdinando Targetti, economista e politico italiano (n. 1945)
- 2011 - Claudio Terni, cantante italiano (n. 1927)
- 2011 - Araldo Torelli, politico italiano (n. 1923)
- 2012 - Michele Columbu, politico e scrittore italiano (n. 1914)
- 2012 - Dolphy, attore, comico e produttore cinematografico filippino (n. 1928)
- 2013 - Józef Gara, poeta polacco (n. 1929)
- 2013 - Ana Emilia Lahitte, poetessa, scrittrice e giornalista argentina (n. 1921)
- 2013 - İbrahim Zengin, lottatore turco (n. 1931)
- 2014 - Gaetano Di Modica, chimico italiano (n. 1922)
- 2014 - Giuliano Gradi, politico italiano (n. 1933)
- 2014 - On Kawara, artista giapponese (n. 1932)
- 2014 - Zohra Sehgal, attrice indiana (n. 1912)
- 2015 - Ferenc Doór, pittore ungherese (n. 1918)
- 2015 - Omar Sharif, attore e giocatore di bridge egiziano (n. 1932)
- 2015 - Michel Evéquoz, schermidore svizzero (n. 1923)
- 2015 - Hristo Hristov, astista bulgaro (n. 1935)
- 2015 - Jimmy Murray, calciatore scozzese (n. 1933)
- 2015 - Roger Rees, attore gallese (n. 1944)
- 2015 - Jon Vickers, tenore canadese (n. 1926)
- 2016 - Anatolij Isaev, calciatore sovietico (n. 1932)
- 2016 - Alfred George Knudson, medico e genetista statunitense (n. 1922)
- 2017 - Francesca Cortesi Bosco, storica dell'arte italiana (n. 1938)
- 2017 - Peter Härtling, scrittore e saggista tedesco (n. 1933)
- 2017 - Josef Kostner, scultore, disegnatore e poeta italiano (n. 1933)
- 2017 - Leonardo Maugeri, dirigente d'azienda e saggista italiano (n. 1964)
- 2017 - Isabelle Sadoyan, attrice francese (n. 1928)
- 2017 - Laura Seghettini, partigiana italiana (n. 1922)
- 2018 - Kebede Balcha, maratoneta etiope (n. 1951)
- 2018 - Carlo Benetton, imprenditore italiano (n. 1943)
- 2018 - Mario Gargano, politico italiano (n. 1929)
- 2018 - William Hobbs, scenografo e stuntman britannico (n. 1939)
- 2018 - Clive King, scrittore britannico (n. 1924)
- 2018 - Battista Rota, allenatore di calcio e calciatore italiano (n. 1932)
- 2018 - Dido Sacchettoni, scrittore e giornalista italiano (n. 1936)
- 2018 - Karl Schmidt, calciatore tedesco (n. 1932)
- 2019 - Tut Bartzen, tennista statunitense (n. 1927)
- 2019 - Valentina Cortese, attrice italiana (n. 1923)
- 2019 - Walt Michaels, allenatore di football americano e giocatore di football americano statunitense (n. 1929)
- 2019 - Denise Nickerson, attrice statunitense (n. 1957)
- 2019 - Nino Randazzo, politico italiano (n. 1932)
- 2019 - James Small, rugbista a 15 sudafricano (n. 1969)
- 2020 - Jack Charlton, calciatore e allenatore di calcio inglese (n. 1935)
- 2020 - Miloš Jakeš, politico cecoslovacco (n. 1922)
- 2020 - Paik Sun-yup, militare, politico e diplomatico sudcoreano (n. 1920)
- 2020 - Olga Tass-Lemhényi, ginnasta ungherese (n. 1929)
- 2020 - Ed Wild, cestista canadese (n. 1935)
- 2020 - Lara van Ruijven, pattinatrice di short track olandese (n. 1992)
- 2021 - Esther Béjarano, musicista e insegnante tedesca (n. 1924)
- 2021 - Byron Berline, violinista e mandolinista statunitense (n. 1944)
- 2021 - David Carter, giocatore di football americano statunitense (n. 1953)
- 2021 - Travis Fulton, artista marziale misto e pugile statunitense (n. 1977)
- 2021 - Jimmy Gabriel, calciatore e allenatore di calcio scozzese (n. 1940)
- 2021 - Natale Nobili, calciatore e allenatore di calcio italiano (n. 1935)
- 2021 - Ferenc Nyers, calciatore apolide (n. 1927)
- 2022 - Cho Jung-hyun, calciatore sudcoreano (n. 1969)
- 2022 - Fabio Contestabile, poeta e insegnante svizzero (n. 1954)
- 2022 - Ora Goldstein, atleta paralimpica, nuotatrice e cestista israeliana (n. 1944)
- 2022 - Ənvər Çingizoğlu, storico, giornalista e scrittore azero (n. 1962)
- 2023 - Enzo Bartocci, politico e sociologo italiano (n. 1929)
- 2023 - Ümit Birol, calciatore turco (n. 1963)
- 2023 - Angelo Ciavarella, politico italiano (n. 1928)
- 2023 - Felice Contu, notaio e politico italiano (n. 1927)
- 2023 - Eero Lohi, pentatleta finlandese (n. 1927)
- 2023 - Roger Gnoan M'Bala, regista e sceneggiatore ivoriano (n. 1943)
- 2024 - Joe Engle, astronauta statunitense (n. 1932)
- 2024 - Franco Fontana, partigiano italiano (n. 1929)
- 2024 - Dave Loggins, cantautore statunitense (n. 1947)
- 2024 - Marc Nerlove, economista e statistico statunitense (n. 1933)
- 2024 - Hans-Otto Schumacher, canoista tedesco (n. 1950)
- 2024 - Jānis Straume, politico lettone (n. 1962)
- 2025 - Francesco Bellini, imprenditore e dirigente sportivo italiano (n. 1947)
- 2025 - Stepan Jurčyšyn, calciatore e allenatore di calcio sovietico (n. 1957)

## Senza anno specificato(1)
- Antonio Marinoni, pittore italiano